# Eraclea
Eraclea is een gemeente in de Italiaanse provincie Venetië (regio Veneto) en telt 12.695 inwoners (31-12-2004). De oppervlakte bedraagt 95,0 km², de bevolkingsdichtheid is 134 inwoners per km².

## Demografie
Eraclea telt ongeveer 4.543 huishoudens. Het aantal inwoners steeg in de periode 1991-2001 met 5,2% volgens cijfers uit de tienjaarlijkse volkstellingen van ISTAT.
| Jaar | Inwoneraantal |
| ---- | ------------- |
| 1991 | 11.841        |
| 2001 | 12.460        |

## Afbeeldingen

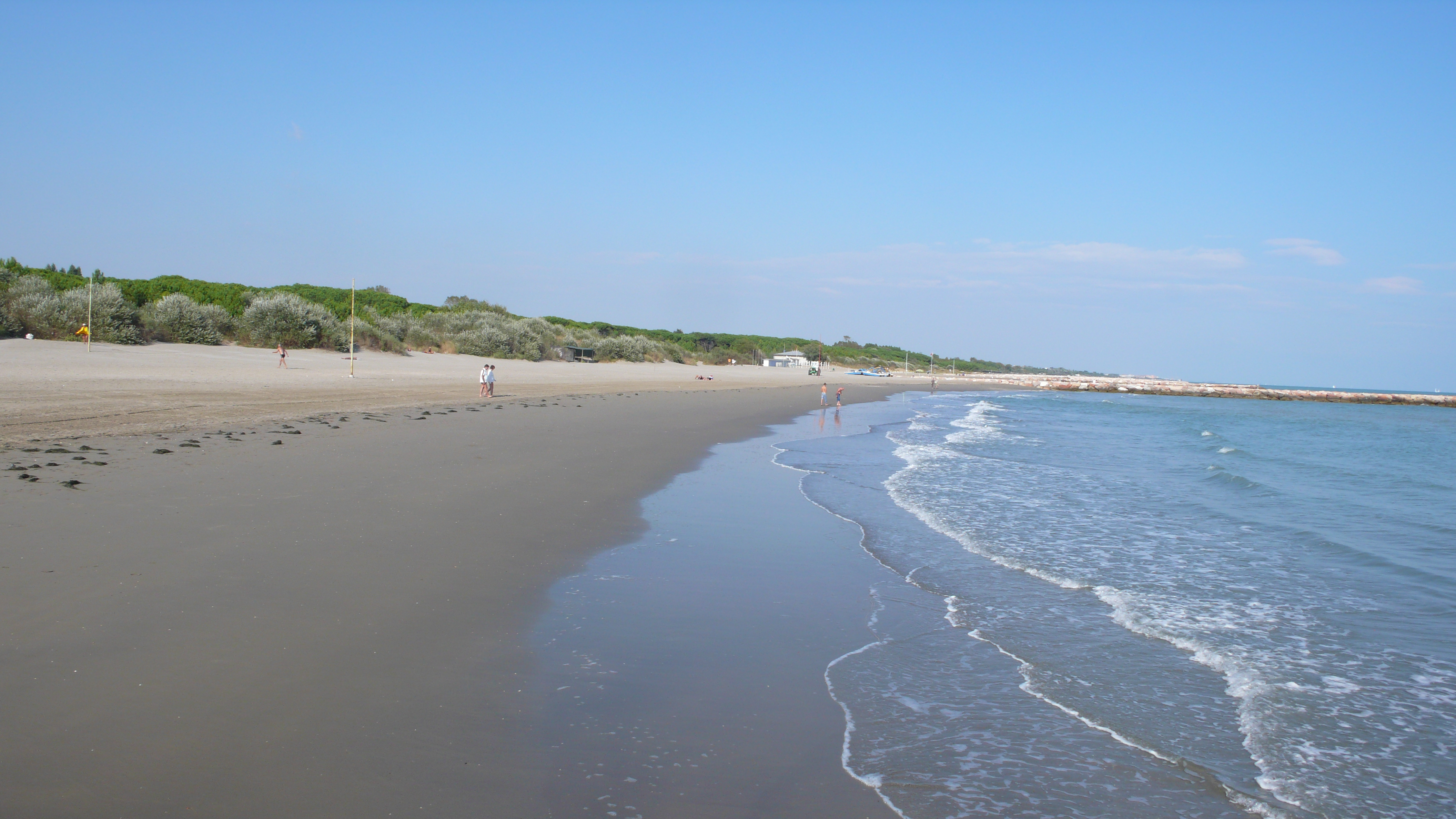
Zandstrand

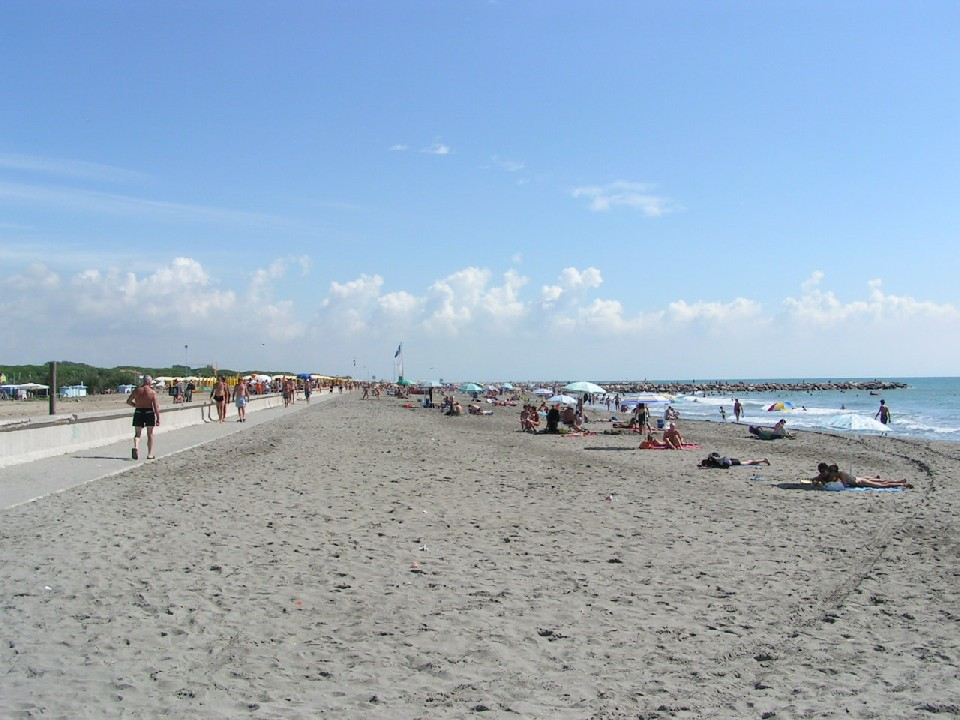
Eraclea Mare

## Geografie
Eraclea grenst aan de volgende gemeenten: Caorle, Jesolo, San Donà di Piave, Santo Stino di Livenza, Torre di Mosto.
Annone Veneto · Campagna Lupia · Campolongo Maggiore · Camponogara · Caorle · Cavallino-Treporti · Ceggia · Chioggia · Cinto Caomaggiore · Cona · Concordia Sagittaria · Dolo · Eraclea · Fiesso d'Artico · Fossalta di Piave · Fossalta di Portogruaro · Fossò · Gruaro · Jesolo · Marcon · Martellago · Meolo · Mira · Mirano · Musile di Piave · Noale · Noventa di Piave · Pianiga · Portogruaro · Pramaggiore · Quarto d'Altino · Salzano · San Donà di Piave · San Michele al Tagliamento · Santa Maria di Sala · Santo Stino di Livenza · Scorzè · Spinea · Stra · Teglio Veneto · Torre di Mosto · Venetië · Vigonovo
1. ↑  https://demo.istat.it/?l=it.